# Maestranza di Cavalleria di San Fernando

Emblema dell'Armeria Reale di Cavalleria di San Ferdinando

La Maestranza di Cavalleria di San Ferdinando in spagnolo Maestranza de Caballería de San Fernando è un'associazione spagnola apolitica e senza scopo di lucro, fondata nel 1999 da un gruppo di discendenti di Cavalieri Laureati al fine di preservare la memoria e la memoria dell'Ordine Reale e Militare di San Ferdinando.